# Venus
Venus cunoscut și ca Luceafărul este a doua planetă de la Soare. Este numită după zeița romană a iubirii și frumuseții. Este al treilea obiect natural ca luminozitate pe cerul nopții după Soare și Lună. Mărimea sa stelară observată atinge -4,6 m și este suficientă pentru ca lumina reflectată din Venus să creeze umbre; rareori este vizibilă cu ochiul liber și în timpul zilei. Deoarece Venus este mai aproape de Soare decât de Pământ, este întotdeauna vizibilă la o distanță unghiulară scurtă de acesta; alungirea sa maximă este de 47,8 °. Distanța lui Venus față de Pământ variază de la aproximativ 40 de milioane de km până la aproximativ 259 de milioane de km. Situată la circa 108 milioane km de Soare, Venus își parcurge orbita în 224,7 de zile. Rotația în jurul propriei sale axe este foarte lentă, durează 243 de zile și are loc de la est la vest, în sens invers față de rotația celorlalte planete. Venus își atinge luminozitatea maximă cu câteva ore înainte de răsărit sau după apus, motiv pentru care popular este cunoscută sub numele de Luceafărul de dimineață și Luceafărul de seară. Planeta nu are niciun satelit, caracteristică pe care o împărtășește doar cu Mercur între planetele din Sistemul Solar.
Venus este o planetă telurică și este uneori numită „planeta soră” a Pământului, datorită dimensiunii lor similare, a masei, a apropierii de Soare și a compoziției chimice. În alte aspecte diferă radical de Terra. Are cea mai densă atmosferă dintre cele patru planete telurice, constând din mai mult de 96 % dioxid de carbon. Presiunea atmosferică la suprafața planetei este de 92 de ori mai mare decât pe Pământ sau aproximativ presiunea găsită la 900 m subacvatic pe Pământ. Venus este de departe cea mai fierbinte planetă din Sistemul Solar, cu o temperatură medie a suprafeței de 735 K (462 °C; 863 °F), chiar dacă Mercur este mai aproape de Soare. Venus este acoperită cu un strat opac de nori de acid sulfuric care reflectă bine și nu permit observarea suprafeței sale din spațiu în lumină vizibilă. Există presupuneri că pe Venus au existat oceane în trecut, ca pe Pământ, dar s-au evaporat pe măsură ce temperatura suprafeței a crescut. Apa a fost probabil fotodisociată, iar hidrogenul liber a fost împrăștiat în spațiul interplanetar de vântul solar din cauza lipsei unui câmp magnetic planetar. Venus nu are un nucleu metalic de dimensiuni mari, ca cel al pământului, motiv pentru care nu are un câmp magnetic protector. Peisajul actual al lui Venus este un deșert uscat cu roci acoperite de praf.
Fiind una dintre cele mai strălucitoare obiecte de pe cer, Venus a fost un element principal în cultura umană încă din cele mai vechi timpuri; a fost o inspirație primordială pentru scriitori și poeți. Venus a fost prima planetă căreia i s-au trasat mișcările pe cer, încă din al doilea mileniu î.Hr.
Suprafața venusiană a fost subiectul speculațiilor până în a doua jumătate a secolului XX, când a fost vizitată pentru prima dată de nava spațială Mariner 2 în 1962 și de prima navă care a fost debarcată cu succes, Venera 7 în 1970. Norii groși ai lui Venus fac imposibilă observarea suprafeței sale în lumină vizibilă, iar primele hărți detaliate nu au apărut până la sosirea orbitatorului Magellan în 1991. 
Posibilitatea existenței vieții pe Venus a fost mult timp un subiect de speculații, iar în ultimii ani s-au făcut cercetări active în acest sens. În urma unei observații din 2019 conform căreia absorbția luminii straturilor de nori superiori a fost în concordanță cu prezența microorganismelor, un articol din septembrie 2020 din Nature Astronomy a anunțat detectarea gazului fosfină, un biomarker, în concentrații mai mari decât poate fi explicat de orice sursă abiotică cunoscută. Cu toate acestea, s-au exprimat îndoieli cu privire la aceste observații din cauza problemelor de prelucrare a datelor și a eșecului de a detecta fosfina la alte lungimi de undă. Până la sfârșitul lunii octombrie 2020, re-analiza datelor cu o scădere adecvată a condițiilor nu a dus la detectarea fosfinei.

## Caracteristici fizice
Venus este una dintre cele patru planete telurice din Sistemul Solar, ceea ce înseamnă că este un corp stâncos la fel ca Pământul. Este similar cu Pământul ca mărime și masă și este adesea descris ca „sora” sau „geamănul” Pământului.
Diametrul lui Venus este de 12.103,6 km — cu doar 638,4 km mai puțin decât cel al Pământului — și masa sa este de 81,5 % din cea a Pământului. Condițiile de pe suprafața venusiană diferă radical de cele de pe Pământ, deoarece atmosfera sa densă conține 96,5 % dioxid de carbon, restul de 3,5 % fiind azot.

### Geografie
Suprafața venusiană a fost un subiect de speculație până în secolul al XX-lea când unele dintre secretele sale au fost dezvăluite de știința planetară. Sondele de aterizare Venera care au debarcat în 1975 și 1982 au returnat imagini ale unei suprafețe acoperite cu sedimente și roci relativ unghiulare. Suprafața a fost cartografiată în detaliu de Magellan în 1990-1991. Solul venusian prezintă dovezi de vulcanism extins, iar sulful din atmosferă poate indica faptul că au avut loc erupții recente.
Aproximativ 80 % din suprafața venusiană este acoperită de câmpii vulcanice netede, din care 70 % câmpii cu creste joase și 10 % sunt plate sau ondulate. Două ținuturi muntoase alcătuiesc restul suprafeței sale, unul care se află în emisfera nordică a planetei și celălalt, cel mai mare, este situat la sud de ecuator. Ținutul înalt nordic se numește Terra Iștar, după Ishtar, zeița babiloniană a iubirii și are aproximativ mărimea Australiei. Muntele Maxwell, cel mai înalt munte de pe Venus, se află pe Ishtar Terra. Vârful său este la 11 km deasupra altitudinii venusiene. Ținutul înalt sudic este numit Terra Afrodita, după zeița dragostei din mitologia greacă și este cea mai mare dintre cele două regiuni muntoase, având aproximativ dimensiunea Americii de Sud. O rețea de erupții și falii acoperă o mare parte din această zonă.
Lipsa de dovezi a prezenței lavei care însoțește orice flux de vizibil de caldera rămâne o enigmă. Planeta are puține urme de crater de impact, care demonstrează că suprafața este relativ tânără, de aproximativ 300-600 milioane de ani. Pe lângă cratere, munți și văi întâlnite în mod obișnuit pe alte planete stâncoase, Venus are o serie de caracteristici unice ale suprafeței. Acestea includ: cupole vulcanice cu vârf plat numite „farra”, care au 20-50 km în diametru și 100-1000 m în înălțime și arată oarecum ca niște clătite; sisteme de fractură radiale, în formă de stea, numite „novae”; formațiuni compuse din fracturi radiale și concentrice, asemănătoare pânzelor de păianjen, cunoscute sub numele de „arahnoide” și „coroane”, inele circulare ale fracturilor, uneori înconjurate de o depresiune. Aceste caracteristici au origine vulcanică.
Majoritatea trăsăturilor de suprafață venusiene poartă numele femeilor istorice și mitologice. Excepțiile sunt Muntele Maxwell, numit după James Clerk Maxwell, și regiunile de munte Alpha Regio, Beta Regio și Ovda Regio. Ultimele trei caracteristici au fost denumite înainte ca sistemul actual de denumiri să fie adoptat de către Uniunea Astronomică Internațională, instituția care supraveghează nomenclatura planetară.

### Geologie de suprafață

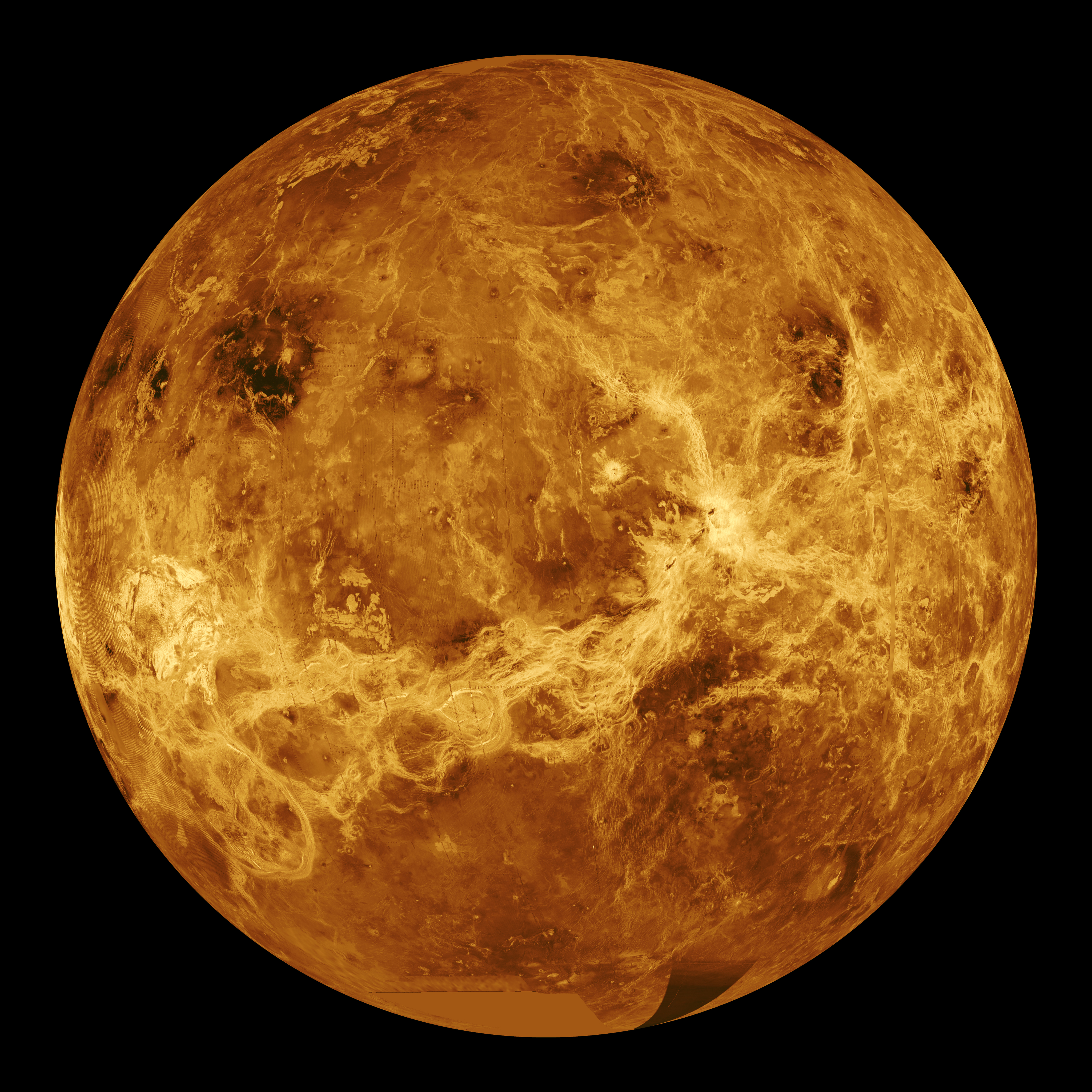
Imagine în culori false a suprafeței lui Venus, obținută din imagini făcute de sonda Magellan

O mare parte a suprafeței venusiene pare să fi fost modelată de activitatea vulcanică. Venus are mai mulți vulcani decât Terra dintre care 167 sunt vulcani mari, care au peste 100 km diametru. Singurul complex vulcanic de această dimensiune de pe Pământ este Insula Mare din Hawaii.:154 Acest lucru nu se datorează faptului că Venus are o activitate vulcanică mai activă decât Pământul, ci faptului că scoarța sa este mai veche. Crusta oceanică a Terrei este reciclată în mod continuu de subducție la limitele plăcilor tectonice și are o vârstă medie de aproximativ 100 de milioane de ani vechime, în timp ce suprafața venusiană este estimată la 300-600 de milioane de ani.
Există unele dovezi care indică activitatea vulcanică în curs de desfășurare pe Venus. Concentrațiile de dioxid de sulf din atmosferă au scăzut cu un factor de 10 între 1978 și 1986, au crescut în 2006 și au scăzut din nou de 10 ori. Acest lucru poate însemna că nivelurile au crescut din cauza erupțiilor vulcanice mari. De asemenea, s-a sugerat că fulgerul venusian (discutat mai jos) ar putea proveni din activitatea vulcanică (adică fulgerul vulcanic). În ianuarie 2020, astronomii au raportat dovezi care sugerează că Venus are în prezent o activitate vulcanică activă.
În 2008 și 2009, prima dovadă directă a vulcanismului în curs a fost observată de Venus Express, sub forma a patru pete fierbinți în infraroșu localizate în zona riftului Ganis Chasma, în apropierea vulcanului Maat Mons. Se crede că aceste pete reprezintă lava proaspăt eliberată de erupțiile vulcanice. Temperaturile reale nu sunt cunoscute, deoarece dimensiunea petelor fierbinți nu a putut fi măsurată, dar este posibil să se fi situat între 800-1.100 K (527-827 °C), față de o temperatură normală de 740 K (467 °C).

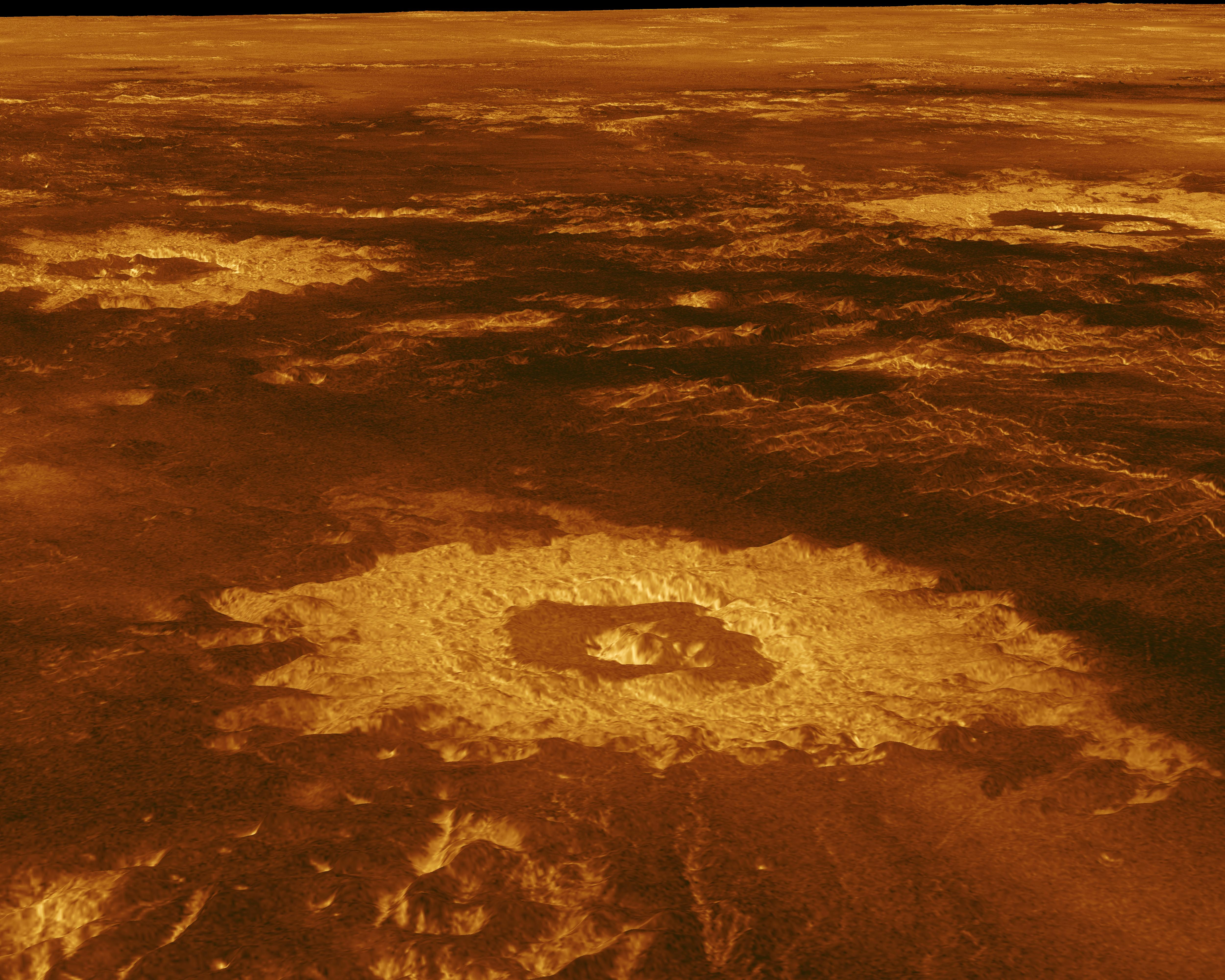
Cratere de impact pe suprafața lui Venus (imagine în culori false reconstituită din date radar)

Pe suprafața lui Venus sunt distribuite uniform aproape o mie de cratere de impact. Pe alte corpuri, cum ar fi Pământul și Luna, craterele prezintă grade diferite de degradare. Pe Lună, degradarea a fost cauzată de impacturile ulterioare, în timp ce pe Pământ a fost cauzată de eroziunea vântului și ploii. Pe Venus, aproximativ 85 % din cratere sunt în stare perfectă. Numărul de cratere, împreună cu starea lor bine conservată, indică faptul că planeta a suferit un eveniment global de refacere în urmă cu aproximativ 300–600 de milioane de ani în urmă, urmat de o scădere a activității vulcanice. În timp ce scoarța Pământului este în continuă mișcare, se crede că Venus nu poate susține un astfel de proces. Fără tectonica plăcilor pentru a disipa [[căldură |călduraî] din mantaua sa, Venus suferă în schimb un proces ciclic în care temperaturile mantei cresc până ating un nivel critic care slăbesc scoarța. Apoi, pe o perioadă de aproximativ 100 de milioane de ani, subducția are loc la o scară enormă, reciclând complet scoarța.
Craterele venusiene au un diametru cuprins între 3 și 280 km. Nici un crater nu este mai mic de 3 km, din cauza efectelor atmosferei dense asupra obiectelor. Obiectele cu energie cinetică mai mică decât o anumită valoare critică sunt încetinite atât de mult de atmosferă, încât nu creează crater de impact. Proiectilele cu diametrul mai mic de 50 m se vor fragmenta și arde în atmosferă înainte de a ajunge la sol.

### Structura internă

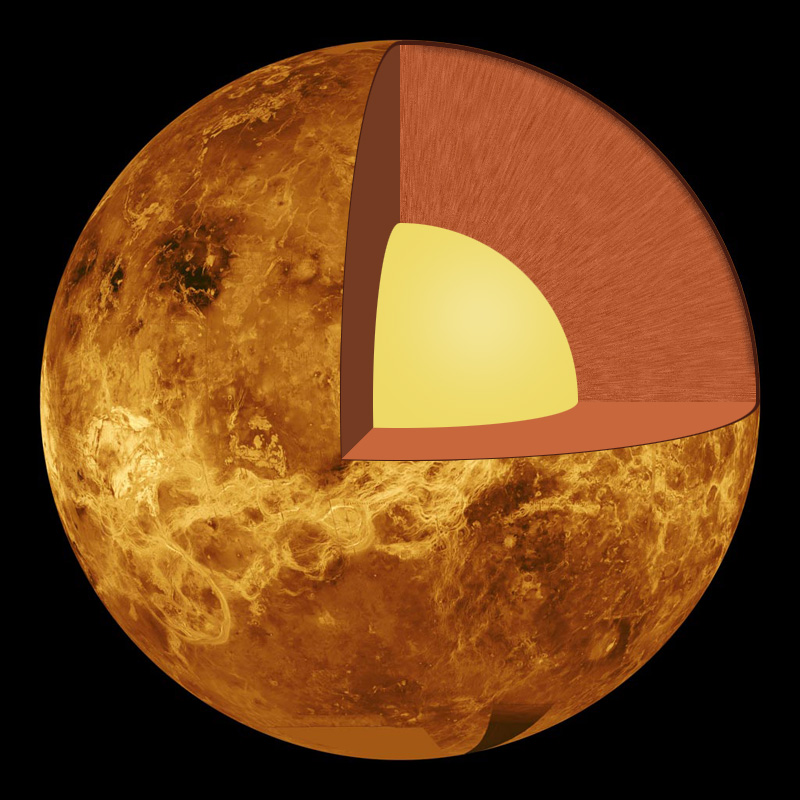
Posibila structură a interiorului lui Venus: sub o crustă groasă, există o manta care înconjoară nucleul metalic.

Fără date și informații seismice despre momentul de inerție, sunt disponibile puține informații directe despre structura internă și geochimia lui Venus. Similitudinea în mărime și densitate între Venus și Pământ sugerează că acestea împărtășesc o structură internă similară: un nucleu, manta și crustă. La fel ca cel al Terrei, nucleul venusian este cel puțin parțial lichid, deoarece cele două planete s-au răcit cam la aceeași rată. Dimensiunea ceva mai mică a lui Venus sugerează că presiunile sunt cu 24 % mai mici în interiorul său profund decât cele ale Terrei.
Principala diferență dintre cele două planete este lipsa de dovezi pentru tectonica plăcilor de pe Venus, posibil pentru că scoarța sa este prea puternică pentru fenomenul de subducție fără prezența apei. Acest lucru duce la pierderi de căldură reduse pe planetă, prevenind răcirea acesteia și oferind o explicație probabilă pentru lipsa unui câmp magnetic generat intern. În schimb, Venus își poate pierde căldura internă în evenimente periodice majore de refacere.

### Atmosferă și climă
Venus are o atmosferă extrem de densă compusă din 96,5 % dioxid de carbon, 3,5 % azot și urme de alte gaze, inclusiv dioxid de sulf. Masa atmosferei sale este de 93 de ori mai mare decât cea a Pământului, în timp ce presiunea la suprafața sa este de aproximativ 92 de ori mai mare decât cea a Pământului — o presiune echivalentă cu cea la o adâncime de aproape 1 km sub oceanele Pământului. Densitatea la suprafață este de 65 kg/m3, sau de 50 de ori mai densă decât atmosfera Pământului la 293 K (20 °C) la nivelul mării. Cantitatea mare de CO2 generează cel mai puternic efect de seră din Sistemul Solar, creând temperaturi la suprafață de cel puțin 735 K (462 °C). Acest lucru face ca suprafața lui Venus să fie mai fierbinte decât cea a lui Mercur, care are o temperatură minimă a suprafeței de 53 K (−220 °C) și o temperatură maximă a suprafeței de 700 K (427 °C), chiar dacă Venus este aproape de două ori mai departe de Soare decât Mercur și primește doar 25 % din iradianța solară a lui Mercur. Această temperatură este mai mare decât cea utilizată pentru sterilizare.
Atmosfera lui Venus este extrem de îmbogățită cu gaze nobile primordiale comparativ cu cea a Terrei. Această îmbogățire indică o divergență timpurie față de Pământ în evoluție. Un impact neobișnuit de mare cu o cometă  sau acumularea unei atmosfere primare mai masive din nebuloasa solară  au fost propuse pentru a explica îmbogățirea. 
Studiile au sugerat că acum miliarde de ani, atmosfera lui Venus ar fi putut fi mult mai asemănătoare cu cea din jurul Terrei și că ar fi putut exista cantități substanțiale de apă lichidă la suprafață, dar după o perioadă de 600 milioane până la câteva miliarde de ani, un efect de seră a fost cauzat de evaporarea apei originale, care a generat un nivel critic de gaze cu efect de seră în atmosfera sa. Deși condițiile de suprafață de pe Venus nu mai sunt primitoare pentru viața așa cum este pe Pământ, aceasta s-ar fi putut forma înainte de acest eveniment; există speculații cu privire la posibilitatea existenței vieții în straturile superioare de nori ale lui Venus, la 50 km de suprafață, unde temperatura variază între 303 și 353 K (30 și 80 °C), însă mediul este acid. Detectarea fosfinei în atmosfera lui Venus, a condus la speculații în septembrie 2020 că ar putea exista viață în prezent în atmosferă.
Inerția termică și transferul de căldură de către vânturi în atmosfera inferioară înseamnă că temperatura suprafeței lui Venus nu variază semnificativ între cele două emisfere ale planetei, în ciuda rotației extrem de lente a lui Venus. Vânturile de la suprafață sunt lente, se mișcă cu câțiva kilometri pe oră, dar din cauza densității mari a atmosferei la suprafață, exercită o forță considerabilă asupra obstacolelor și transportă praful și pietrele mici la suprafață. Dacă ar fi numai acest lucru și ar fi suficient pentru a face dificil mersul oamenilor pe Venus, chiar dacă nu am ține cont de temperatura extrem de ridicată, presiune și lipsa oxigenului.
Deasupra unui strat dens de CO2 sunt nori groși, care constau în principal din acid sulfuric, care este format din dioxid de sulf și apă printr-o reacție chimică rezultând hidrat de acid sulfuric. În plus, atmosfera este formată din aproximativ 1 % clorură ferică. Alți constituenți posibili ai particulelor de nor sunt sulfatul feric, clorura de aluminiu și anhidridă fosforică. Norii de la diferite niveluri au compoziții diferite și diferite distribuții ale dimensiunii particulelor. Acești nori reflectă și împrăștie aproximativ 90 % din lumina Soarelui înapoi în spațiu și împiedică observarea vizuală a suprafeței planetei în lumina vizibilă. Acoperirea permanentă cu nori înseamnă că, deși Venus este mai aproape decât Pământul de Soare, acesta primește mai puțină lumină solară pe sol. Vânturi puternice de 300 km/h apar în vârfurile norilor care înconjoară planeta în aproximativ patru până la cinci zile terestre. Vânturile venusiene pot sufla cu viteze de până la 60 de ori mai rapide decât rotația planetei, în timp ce cele mai rapide vânturi ale Pământului ating doar 10 % până la 20 % din viteza de rotație a Terrei.
Suprafața lui Venus este efectiv izotermă; păstrează o temperatură constantă nu numai între cele două emisfere, ci și între ecuator și poli. Minuscula înclinare axială a lui Venus — mai puțin de 3°, comparativ cu 23° pe Terra — minimizează, de asemenea, variația sezonieră a temperaturii. Altitudinea este unul dintre puținii factori care afectează temperatura venusiană. Cel mai înalt punct de pe Venus, Maxwell Montes, este, prin urmare, cel mai rece punct de pe Venus, cu o temperatură de aproximativ 655 K (380 °C) și o presiune atmosferică de aproximativ 4,5 MPa (45 bari). În 1995, nava spațială Magellan a înregistrat o imagine a unei substanțe puternic reflectante în vârfurile celor mai înalte vârfuri montane care semănau puternic cu zăpada terestră. Această substanță s-a format probabil dintr-un proces similar cu zăpada, deși la o temperatură mult mai ridicată. Prea volatilă pentru a se condensa la suprafață, a crescut sub formă gazoasă până la straturile superioare și mai reci ale atmosferei, de unde a căzut ca precipitație. Identitatea acestei substanțe nu este cunoscută cu certitudine, dar speculațiile au variat de la telurul elementar la sulfura de plumb (galenă).
Deși Venus nu are anotimpuri, în 2019 astronomii au identificat o variație ciclică a absorbției luminii solare de către atmosferă, posibil cauzată de particule opace, absorbante, suspendate în norii superiori. Variația provoacă modificări ale vitezei vânturilor zonale ale lui Venus și pare să crească și să scadă în timp odată cu ciclul solar de 11 ani al Soarelui.
Existența fulgerelor în atmosfera lui Venus a fost controversată  de când au fost detectate primele explozii de către sondele sovietice Venera. În 2006-2007, Venus Express a detectat în mod clar existența undelor electromagnetice produse de fulgere. Aspectul lor intermitent indică un model asociat cu activitatea meteo. Conform acestor măsurători, rata fulgerului este de cel puțin jumătate din cea de pe Pământ, însă alte instrumente nu au detectat deloc fulgerul. Originea oricărui fulger rămâne neclară, dar ar putea proveni din nori sau vulcani.
În 2007, Venus Express a descoperit că la polul sud există un imens vortex atmosferic dublu. În 2011 sonda a descoperit că atmosfera venusiană are un strat de ozon. La 29 ianuarie 2013, oamenii de știință ai ESA au raportat că ionosfera planetei Venus curge spre exterior într-un mod similar cu „coada ionică văzută curgând de la o cometă în condiții similare”.
În decembrie 2015 și, într-o măsură mai mică, în aprilie și mai 2016, cercetătorii care lucrează la misiunea japoneză Akatsuki au observat forme de arc în atmosfera lui Venus. Aceasta a fost considerată o dovadă directă a existenței poate a celor mai mari unde gravitaționale staționare din Sistemul Solar.
Date despre Venus
Diametrul la ecuator:12.100 km
Distanta medie fata de Soare:108 milioane de kilometri
Distanta minima fata de Pamant:42 de milioane de kilometri
Rotatie in juruln axei:243 de zile terestre
Inconjoara Soarele in(durata unui an):225 de zile terestre
Numar de sateliti naturali:0

## Orbită și rotație

Venus orbitează Soarele la o distanță medie de aproximativ 108 milioane de kilometri (aproximativ 0,7 au) și completează o orbită la fiecare 224,7 zile. Venus este a doua planetă de la Soare și orbitează Soarele de aproximativ 1,6 ori (traseu galben) în cele 365 de zile ale Pământului (traseu albastru)

Venus orbitează Soarele la o distanță medie de aproximativ 0,72 au (108 milioane km) și completează o orbită la fiecare 224,7 zile. Deși toate orbitele planetare sunt eliptice, orbita lui Venus este cea mai apropiată de una circulară, cu o excentricitate mai mică de 0,01. Când Venus se află între Pământ și Soare, într-o poziție cunoscută sub denumirea de conjuncție inferioară, ea se apropie de Pământ mai mult decât oricare altă planetă, la o distanță medie de 41 de milioane de km; Cu toate acestea, își petrece o mare parte din timp departe de Pământ, ceea ce înseamnă că Mercur este de fapt planeta care este cea mai apropiată de Pământ, cea mai mare parte a timpului. În medie, planeta atinge o conjuncție inferioară la fiecare 584 de zile. Din cauza excentricității scăzute a orbitei Pământului, distanțele minime vor deveni mai mari pe parcursul a zeci de mii de ani. Începând cu anul 1 până la 5383 vor exista 526 de apropieri la mai puțin de 40 de milioane de km, pentru următorii aproximativ 60.158 de ani, nu va mai exista nici o apropiere la mai puțin de 40 de milioane de km.
Toate planetele din Sistemul Solar orbitează Soarele în sensul contrar acelor de ceasornic, așa cum sunt privite de la polul nord al Pământului. Majoritatea planetelor se rotesc de asemenea pe axele lor în sensul contrar acelor de ceasornic, dar Venus se rotește în sensul acelor de ceasornic într-o rotație retrogradă o dată la 243 zile pământești - cea mai lentă rotire a oricărei planete. Deoarece rotirea sa este atât de lentă, Venus este foarte aproape de o formă sferică. O zi siderală venusiană durează astfel mai mult decât un an venusian (243 față de 224,7 zile terestre). Ecuatorul lui Venus se rotește cu 6,52 km/h, în timp ce Pământul se rotește cu 1.674,4 km/h.
Rotația lui Venus a încetinit în cei 16 ani dintre vizitele navei spațiale Magellan și Venus Express; fiecare zi siderală venusiană a crescut cu 6,5 minute în acest interval de timp. Din cauza rotației retrograde, lungimea unei zile solare pe Venus este semnificativ mai scurtă decât ziua siderală - 116,75 zile terestre (ceea ce face ca ziua solară venusiană să fie mai scurtă decât cele 176 de zile terestre ale lui Mercur). Un an venusian este de aproximativ 1,92 zile solare venusiene. Pentru un observator de pe suprafața lui Venus, Soarele ar răsări în vest și ar apune în est, deși norii opaci ai lui Venus împiedică observarea Soarelui de pe suprafața planetei. 
Poate că Venus s-a format din nebuloasa solară cu o perioadă de rotație și înclinare diferită, ajungând la starea actuală din cauza schimbărilor haotice de rotație cauzate de perturbațiile provocate de alte planete și de efectele de maree asupra atmosferei sale dense, schimbare care s-ar fi produs de-a lungul a miliarde de ani. Perioada actuală de rotație a lui Venus poate reprezenta o stare de echilibru între mareele provocate de gravitația Soarelui, care încetinește rotația și mareele din atmosferă cauzate de 
încălzirea sa de razele soarelui, accelerând rotația. Intervalul mediu de 584 de zile între apropieri succesive de Pământ este aproape exact egal cu 5 zile solare venusiene. Nu se știe dacă acesta este un accident sau rezultatul interacțiunii maree dintre planete.
Venus nu are sateliți naturali. Are mai mulți asteroizi troieni: cvasisatelitul 2002 VE68  și alți doi troieni temporari, 2001 CK32 și 2012 XE133. În secolul al XVII-lea, Giovanni Cassini a raportat un satelit orbitând Venus, numit Neith, după zeița egipteană creatoare a lumii. Observații similare au fost raportate în mod repetat în următorii 200 de ani. Cele mai multe dintre ele pot fi explicate prin confuzia cu o stea din vecinătate. Un studiu 2006 asupra modelelor Sistemului Solar timpuriu de la Institutul Tehnologic din California arată că Venus a avut probabil cel puțin un satelit creat de un eveniment de impact imens în urmă cu miliarde de ani. Aproximativ 10 milioane de ani mai târziu, potrivit studiului, un alt impact a inversat direcția de rotire a planetei și a făcut ca satelitul venusian să treacă în spirală treptat spre interior, până când s-a ciocnit cu Venus. Dacă impacturile ulterioare au creat sateliți, aceștia au fost eliminați în același mod. O explicație alternativă pentru lipsa sateliților este efectul unor maree solare puternice, care poate destabiliza sateliți mari care orbitează planetele terestre interioare.

## Observare

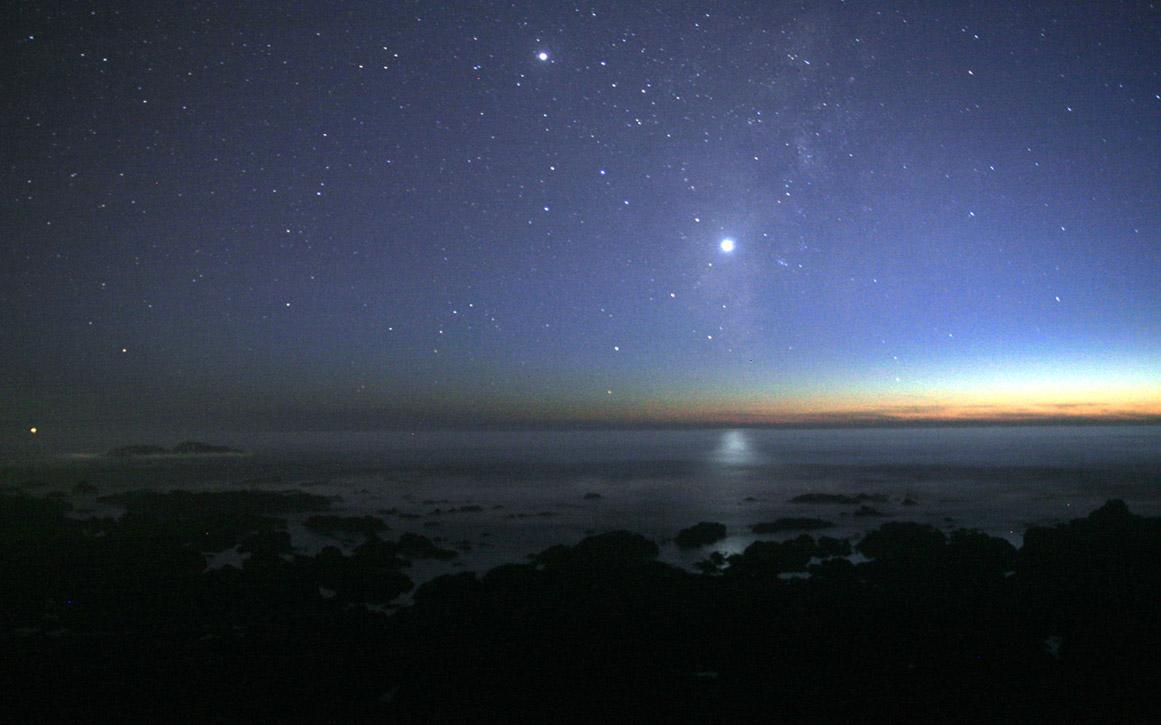
Venus este întotdeauna mai strălucitoare decât toate celelalte planete sau stele, văzute de pe Pământ. Al doilea obiect cel mai strălucitor din imagine este Jupiter.

Cu ochiul liber, Venus apare ca un punct alb de lumină mai strălucitor decât orice altă planetă sau stea (în afară de Soare). Magnitudinea aparentă medie a planetei este −4,14 cu o abatere standard de 0,31. Cea mai strălucitoare magnitudine apare în faza de semilună cu aproximativ o lună înainte sau după conjuncția inferioară. Venus se estompează până la magnitudine −3 atunci când este iluminată din spate de Soare. Planeta este suficient de strălucitoare pentru a fi văzută pe un cer senin de amiază  și este mai ușor vizibilă când Soarele este jos la orizont sau la apus. Nu se îndepărtează niciodată de Soare mai mult de aproximativ 47°.
Venus „depășește” Pământul la fiecare 584 de zile în timp ce orbitează Soarele. Pe măsură ce face acest lucru, se schimbă de la „Luceafărul de seară”, vizibil după apusul soarelui, la „Luceafărul de dimineață”, vizibil înainte de răsărit. Deși Mercur atinge o alungire maximă (abaterea de la Soare) de numai 28° și este adesea greu de observat în amurg, Venus este greu de ratat atunci când este în faza cea mai strălucitoare. Alungirea sa maximă semnificativă înseamnă că este vizibilă pe cerul întunecat mult după apusul soarelui. Fiind cel mai strălucitor obiect de pe cer, Venus este adesea interpretată de non-astronomi ca un „obiect zburător neidentificat”.

### Faze

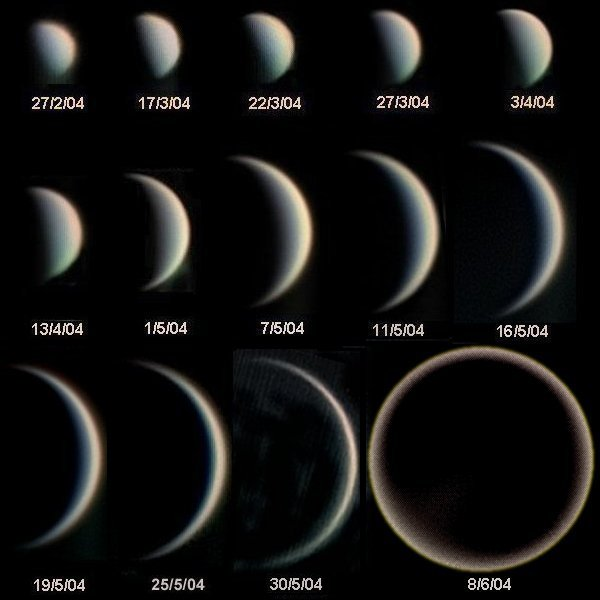
Fazele lui Venus și modificările diametrului observat

Pe măsură ce orbitează Soarele, Venus afișează faze precum cele ale Lunii într-o vedere telescopică. Planeta apare ca un disc mic și „plin” atunci când se află în partea opusă Soarelui (la conjuncție superioară). Venus prezintă un disc mai mare și o „fază sfert” la alungirile sale maxime de Soare și luminozitatea sa pe cerul nopții este maximă. Planeta prezintă o „semilună” subțire mult mai mare în vederi telescopice pe măsură ce trece de-a lungul părții apropiate dintre Pământ și Soare. Venus afișează cea mai mare dimensiune și „faza nouă” când se află între Pământ și Soare (la conjuncție inferioară). Datorită existenței atmosferei, un inel strălucitor de lumină împrăștiată este vizibil în telescoape.

### Tranzit

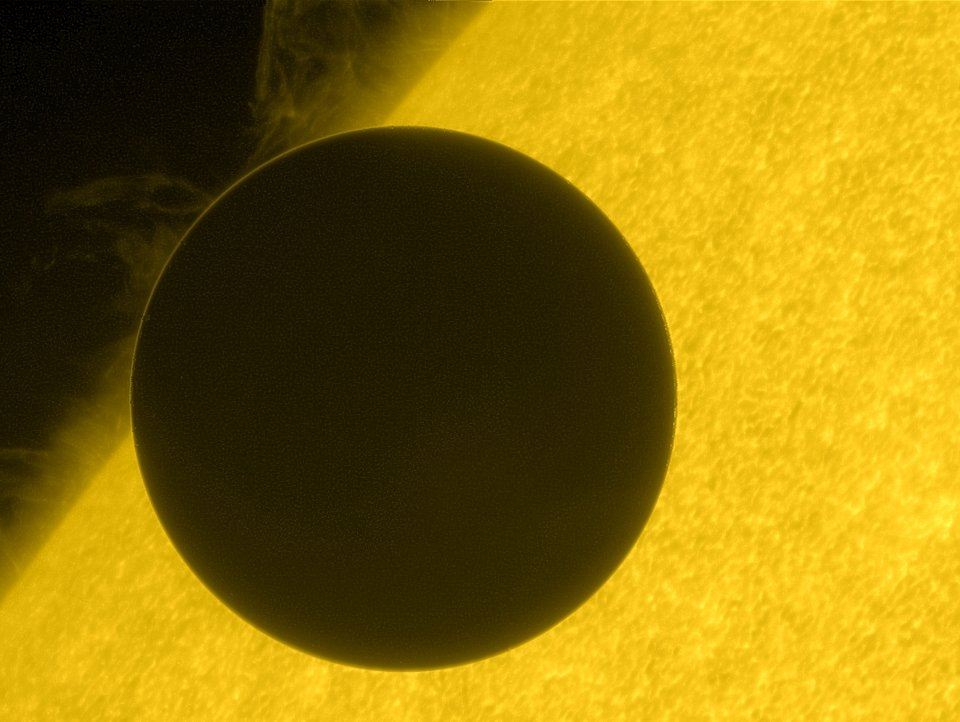
Tranzitul lui Venus din 2012 fotografiat de sonda japoneză Hinode

Orbita venusiană este ușor înclinată în raport cu orbita Pământului; astfel, când planeta trece între Pământ și Soare, de obicei nu traversează fața Soarelui. Tranzitul lui Venus apare atunci când conjuncția inferioară a planetei coincide cu prezența sa în planul orbitei Pământului. Tranzitul lui Venus apare în cicluri de 243 de ani, modelul actual constând din perechi de tranzite separate de 8 ani, la intervale de aproximativ 105,5 sau 121,5 ani - un model descoperit pentru prima dată în 1639 de astronomul englez Jeremiah Horrocks.
Cea mai recentă pereche de tranzit a fost la 8 iunie 2004 și 5–6 iunie 2012. Tranzitul a putut fi urmărit în direct online sau observat local cu echipamentele potrivite. Perechea de tranzit anterioară a avut loc în decembrie 1874 și decembrie 1882, iar următoarea va avea loc în decembrie 2117 și decembrie 2125.
Cel mai vechi film cunoscut este Passage de Venus din 1874, care arată tranzitul lui Venus din 1874. Din punct de vedere istoric, tranzitele lui Venus au fost importante, pentru că au permis astronomilor să determine dimensiunea unității astronomice și, prin urmare, dimensiunea Sistemului Solar, așa cum a făcut Horrocks în 1639. Sosirea exploratorului englez James Cook pe coasta de est a Australiei în 1771 a fost o consecință a expediției în Tahiti, întreprinsă în 1768, pentru a observa tranzitul lui Venus.

### Pentagrama lui Venus

Pentagrama lui Venus. Pământul este poziționat în centrul diagramei, iar curba reprezintă direcția și distanța lui Venus în funcție de timp.

Pentagrama lui Venus este modelul pe care Venus îl face așa cum se observă de pe Pământ. Conjuncțiile inferioare succesive ale lui Venus se repetă foarte aproape de un raport 13:8 (Pământul orbitează de 8 ori la fiecare 13 orbite ale lui Venus), deplasându-se 144° pe conjuncții secvențiale inferioare. Raportul 13:8 este aproximativ. 8/13 este aproximativ 0,61538 în timp ce Venus orbitează Soarele în 0,61519 ani.

### Apariții în timpul zilei
Observații cu ochiul liber despre Venus în timpul zilei există în mai multe anecdote și înregistrări. Astronomul Edmund Halley i-a calculat strălucirea maximă cu ochiului liber în 1716, când mulți londonezi au fost alarmați de apariția sa în timpul zilei. Împăratul francez Napoleon Bonaparte a fost cândva martor la o apariție de zi a planetei, în timp ce se afla la o recepție din Luxemburg. O altă observație istorică a planetei în timpul zilei a avut loc în timpul inaugurării președintelui american Abraham Lincoln la Washington, DC, la 4 martie 1865. Deși vizibilitatea cu ochiul liber a fazelor lui Venus este contestată, există înregistrări ale observațiilor atunci când este în creștere.

### Lumina cenușie
Un mister de lungă durată al observațiilor lui Venus este așa-numita lumină cenușie - o iluminare aparentă slabă a laturii sale întunecate, văzută atunci când planeta este în faza semilună. Prima observație a luminii cenușii a fost făcută în 1643, dar existența iluminării nu a fost niciodată confirmată în mod fiabil. Observatorii au speculat că poate rezulta din activitatea electrică din atmosfera venusiană, dar acest lucru poate fi o iluzie optică, rezultând din efectul fiziologic al observării unui obiect luminos, în formă de semilună.

## Studii

### Observații timpurii

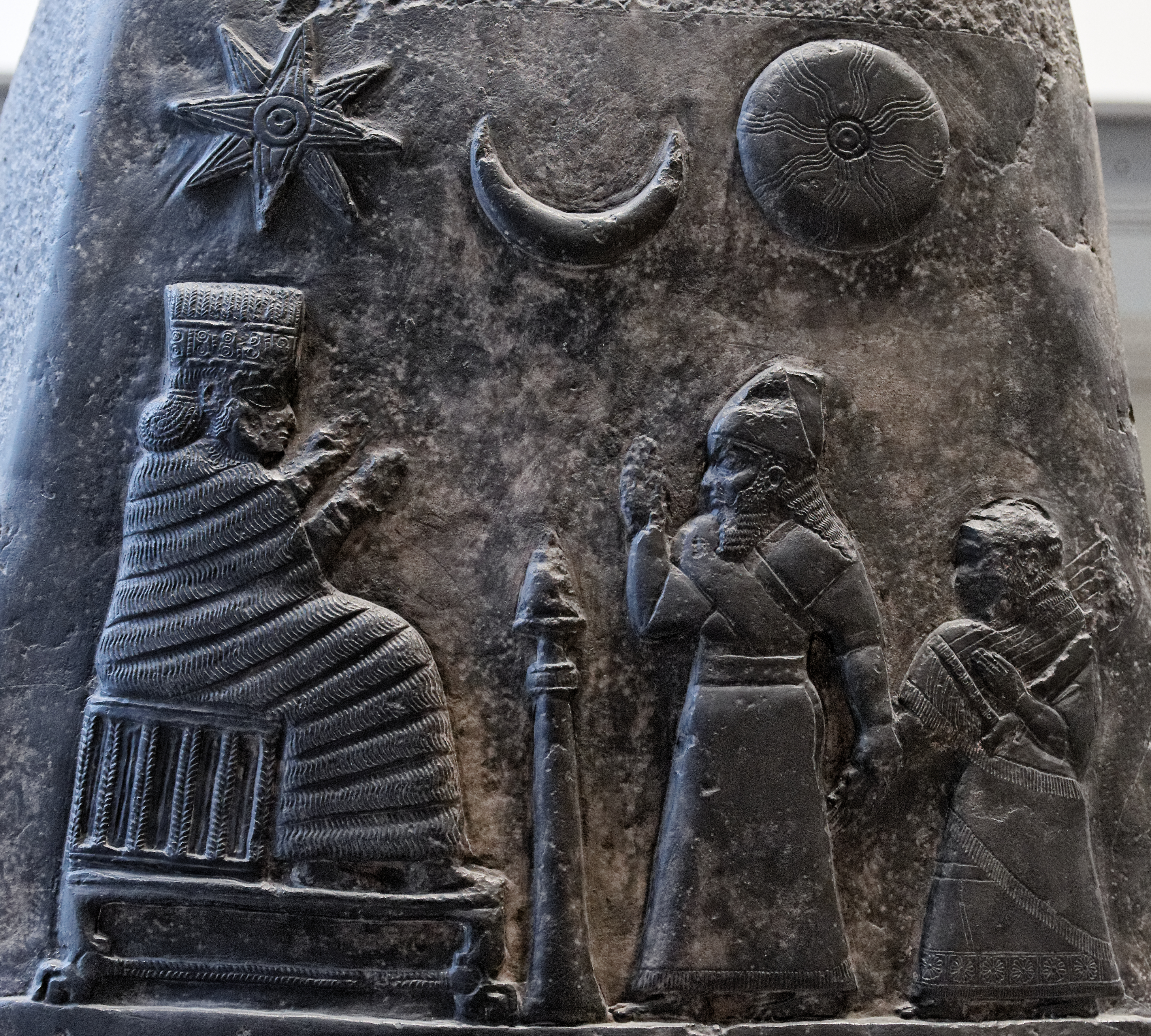
Steaua cu opt colțuri era un simbol comun al lui Ishtar. Aici este prezentată alături de discul solar al fratelui ei Utu și semiluna tatălui ei Sin, pe o piatră de hotar a regelui Meli-Shipak II, datând din secolul al XII-lea î.Hr.

Fiind una dintre cele mai strălucitoare obiecte de pe cer, planeta este cunoscută din cele mai vechi timpuri și a avut un impact semnificativ asupra culturii. 
Deoarece mișcările lui Venus par a fi discontinue (dispare datorită apropierii de Soare, timp de mai multe zile la rând, apoi reapare la celălalt orizont), unele culturi nu au recunoscut Venus ca entitate unică; au presupus că este vorba de două stele separate pe fiecare orizont: steaua de dimineață și de seară. Cu toate acestea, un sigiliu cilindru din perioada Jemdet Nasr și tăblița lui Venus din Ammisaduqa din prima dinastie babiloniană indică faptul că vechii sumerieni știau deja că steaua de dimineață și cea de seară erau același obiect ceresc. În perioada vechiului Babilon, planeta Venus era cunoscută sub numele de Ninsi'anna, iar mai târziu sub numele de Dilbat. Numele „Ninsi'anna” se traduce prin „doamnă divină, iluminarea cerului”, care se referă la Venus drept cea mai strălucitoare „stea”. Ortografiile anterioare ale numelui au fost scrise cu semnul cuneiform si4 (= SU, însemnând „a fi roșu”), iar semnificația originală a fi putut fi „doamnă divină a roșeții cerului”, cu referire la culoarea cerului dimineața și seara.
Chinezii se refereau la Venus de dimineață drept „Marele Alb” (Tài-bái, 太白) sau „Deschizătorul Luminozității” (Qǐ-míng, 啟明) și la Venus de seară drept „Cel Minunat din Vest” (Cháng-gēng, 長庚).
Grecii antici au crezut inițial că aparițiile de seară și de dimineață ale lui Venus reprezentau două obiecte diferite: Phosphorus, steaua de dimineață și Hesperus, steaua de seară. În cele din urmă au ajuns să recunoască faptul că ambele obiecte erau aceeași planetă, Pliniu cel Bătrân creditându-l pentru această realizare pe Pitagora în secolul al VI-lea î.Hr., în timp ce Diogene Laerțiu a susținut că probabil Parmenide a fost responsabil pentru această descoperire. Deși au recunoscut Venus ca un singur obiect, vechii romani au continuat să desemneze aspectul de dimineață al lui Venus ca Lucifer (din latinescul portatore di luce) iar aspectul de seară ca Vesper (traducere în latină a grecescului Hesperos).
În secolul al II-lea, în tratatul său astronomic Almagest, Ptolemeu a teoretizat că atât Mercur cât și Venus sunt situate între Soare și Pământ. Astronomul persan Avicenna din secolul al XI-lea a susținut că a observat tranzitul lui Venus, pe care astronomii ulteriori l-au interpretat ca o confirmare a teoriei lui Ptolemeu. În secolul al XII-lea, astronomul andaluz Ibn Bajjah a observat „două planete ca niște pete negre pe fața Soarelui”; acestea au fost considerate tranzitele lui Venus și Mercur de către astronomul din secolul al XIII-lea, Maragha, Qotb al-Din Shirazi, deși acest lucru nu poate fi adevărat deoarece nu au existat tranzite ale lui Venus în timpul vieții lui Ibn Bajjah.

Descoperirea lui Galileo că Venus prezenta faze (deși rămânând lângă Soare pe cerul Pământului) a dovedit că orbitează Soarele și nu Pământul

Când fizicianul italian Galileo Galilei a observat planeta pentru prima dată la începutul secolului al XVII-lea, a descoperit că prezenta faze precum Luna, variind de la semilună până la plin și invers. Când Venus este cel mai îndepărtat de Soare pe cer, acesta prezintă o fază pe jumătate luminată, iar când este cel mai aproape de Soare pe cer, se prezintă ca semilună sau fază plină. Acest lucru ar putea fi posibil numai dacă Venus orbita Soarele și aceasta a fost printre primele observații care au contrazis în mod clar modelul geocentric al lui Ptolemeu conform căruia sistemul solar era concentric și centrat pe Pământ.
Tranzitul lui Venus din 1639 a fost prezis cu exactitate de către astronomul englez Jeremiah Horrocks și observat de către el la 4 decembrie 1639 (24 noiembrie sub calendarul iulian utilizat la acel moment).
Atmosfera lui Venus a fost descoperită în 1761 de către savantul rus Mihail Lomonosov și observată în 1790 de astronomul german Johann Schröter. Schröter a descoperit că atunci când planeta era o semilună subțire, colțurile se extindeau cu peste 180 °. El a presupus corect că acest lucru se datorează difuziei optice a luminii solare într-o atmosferă densă. Mai târziu, astronomul american Chester Smith Lyman a observat un inel complet în jurul părții întunecate a planetei când se afla la o conjuncție inferioară, oferind dovezi suplimentare pentru o atmosferă. Atmosfera a complicat eforturile pentru a determina o perioadă de rotație a planetei și observatori precum astronomul italian Giovanni Cassini și Schröter au estimat incorect perioadele la aproximativ 24 h. William Herschel și-a dat seama că planeta era acoperită de un strat gros de nori și că, prin urmare, perioada de rotație nu putea fi determinată cu certitudine. Astfel a rămas o enigmă, chiar dacă în secolul al XVIII-lea mulți astronomi au crezut că Venus avea o perioadă de rotație de 24 de ore, presupunând că observațiile lui Cassini erau corecte.

### Cercetare de la sol

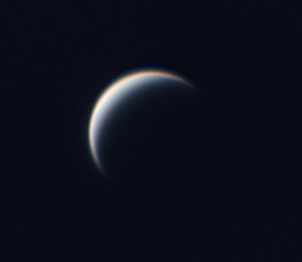
Vedere telescopică modernă a lui Venus de pe suprafața Pământului.

Nu a existat nici un progres semnificativ în cercetarea lui Venus până în secolul al XX-lea. Atmosfera densă nu oferă nici un indiciu despre suprafața sa iar discul său este omogen în lumina vizibilă. Doar utilizarea spectroscopiei, a radarului și a observațiilor ultraviolete a făcut posibilă observarea detaliilor. În 1920, astronomul american Frank Elmore Ross a observat Venus în ultraviolet și a descoperit că acest lucru permite detalii care sunt absente în lumina vizibilă și în infraroșu. El a sugerat că acest lucru se datorează unei atmosfere inferioare foarte dense cu nori cirrus înalți deasupra ei.
Observațiile spectroscopice din anii 1900 au oferit primele indicii despre rotația venusiană. Vesto Slipher a încercat să măsoare deplasarea Doppler a luminii de la Venus, dar a constatat că nu a putut detecta nici o rotație. El a presupus că planeta se rotește mult mai lent decât se credea anterior. Observațiile ulterioare din anii 1950 au arătat că se rotește în mișcare retrogradă. Observațiile radar ale lui Venus au fost efectuate pentru prima dată în anii 1960 și au furnizat primele măsurători ale perioadei de rotație, care s-au apropiat de valoarea modernă.
Observațiile radar din anii 1970 au dezvăluit pentru prima dată detalii ale suprafeței venusiene. Pulsuri de unde radio au fost transmise către planetă folosind radiotelescopul de 300 m de la Observatorul Arecibo, iar ecourile au scos la iveală două regiuni foarte reflectorizante, denumite regiunile Alpha și Beta. Observațiile au relevat și o regiune luminoasă sugerând un munte, care a fost numit Muntele Maxwell.

### Explorare

#### Primele misiuni

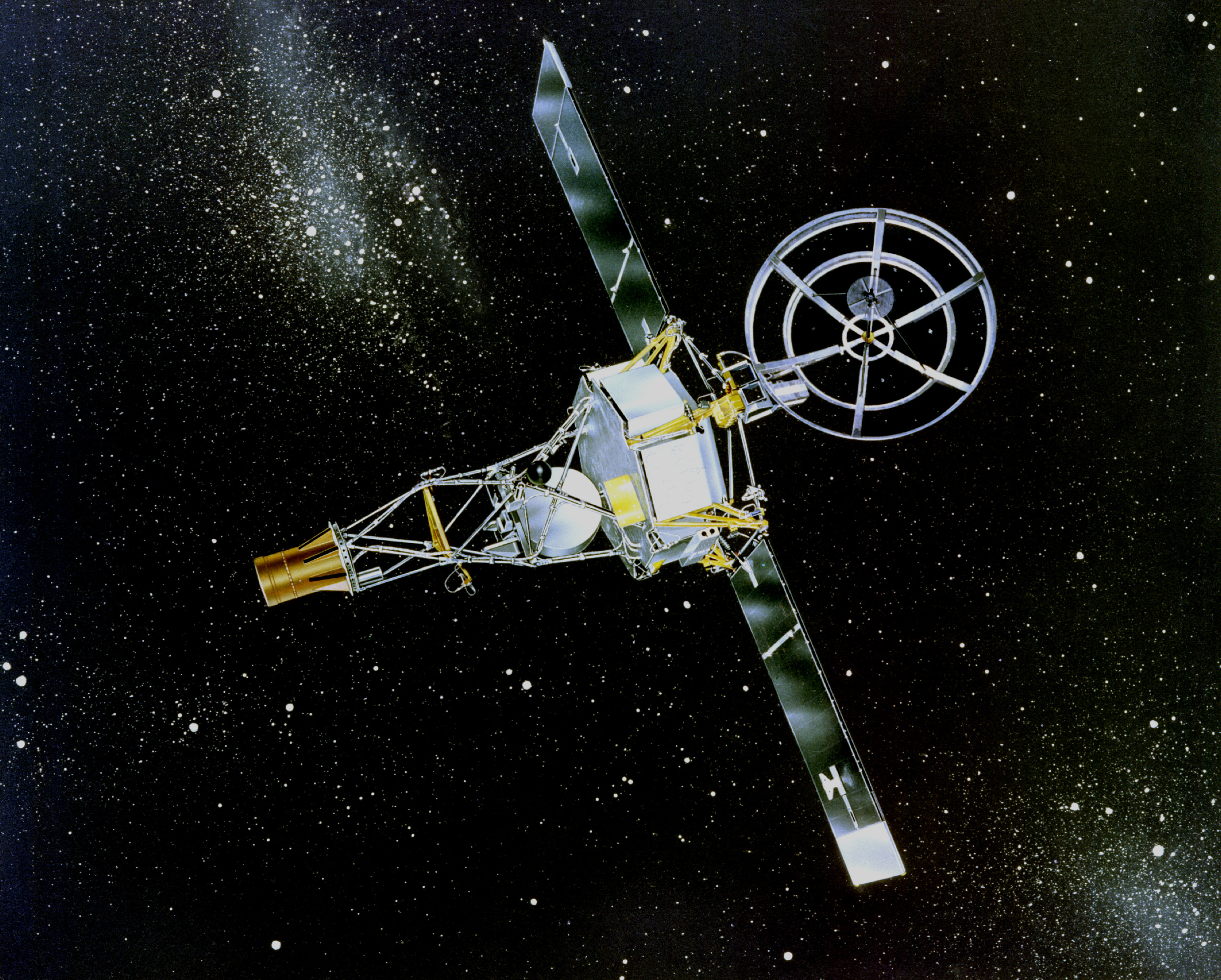
Mariner 2 lansat în 1962, concept artistic

Prima navă spațială care a fost trimisă către Venus a fost sonda sovietică Venera 1, lansată la 12 februarie 1961 ca parte a programului Venera. Trebuia să ajungă la Venus pe o traiectorie de coliziune, dar contactul cu ea s-a pierdut la 7 zile de la decolare, la o distanță de 2 milioane de kilometri de Pământ. Se estimează că a trecut de Venus la o distanță de 100.000 km la mijlocul lui mai 1961.
Prima misiune de succes către Venus (precum și prima misiune interplanetară de succes din lume) a fost misiunea Mariner 2 a Statelor Unite, care a trecut la 14 decembrie 1962 la 34.833 km deasupra suprafeței lui Venus și a adunat date despre atmosfera planetei. Examinându-i suprafața cu radiometru cu microunde, Mariner 2 a descoperit că, deși norii care acoperă Venus sunt reci, temperatura la suprafață este de cel puțin 425 °C. Această măsurătoare a spulberat orice speranță de a găsi viață pe suprafața lui Venus. Cercetările efectuate de sondă au făcut posibilă și determinarea mai precisă a masei lui Venus; sonda nu a detectat nici un câmp magnetic, nici o centură de radiații în jurul planetei similară cu cea a Pământului.

#### Intrarea în atmosferă
Sonda spațială sovietică Venera 3 a ajuns la suprafața lui Venus la 1 martie 1966. A fost primul obiect creat de om care a intrat în atmosfera unei alte planete și a ajuns la suprafața acesteia. Sistemul de comunicații a eșuat însă și sonda nu a returnat nici o dată spre Pământ. O altă sondă a fost Venera 4, care a intrat în atmosferă la 18 octombrie 1967 și a făcut o serie de măsurători. Sonda a arătat că temperatura suprafeței era mai fierbinte decât calculase Mariner 2, fiind aproape 500 °C, a determinat că atmosfera era 95% dioxid de carbon (CO2) și a descoperit că atmosfera lui Venus era considerabil mai densă decât anticipaseră creatorii sondei. O altă navă spațială a sosit pe Venus o zi mai târziu, la 19 octombrie 1967. Era nava spațială Mariner 5 care a trecut la mai puțin de 4.000 km de suprafață. Mariner 5 a fost construită ca o sondă de rezervă pentru misiunea Mariner 4 de a studia Marte. Deoarece misiunea Mariner 4 a avut succes, nava spațială de rezervă a fost reconstruită și trimisă spre Venus. Datele comune Venera 4–Mariner 5 au fost analizate de o echipă științifică combinată sovietico-americană într-o serie de colocvii pe parcursul anului următor, într-un exemplu timpuriu de cooperare spațială.
Având în vedere datele culese în misiunile anterioare, URSS a trimis navele spațiale Venera 5 și Venera 6 la cinci zile distanță, în ianuarie 1969. Au ajuns la Venus la o zi distanță, în luna mai a aceluiași an. Aveau o structură întărită pentru a rezista la o presiune de 25 de bari și parașute mai mici pentru a permite o coborâre mai rapidă. Deoarece modelele atmosferice ale lui Venus trimise spre Pământ presupuneau o presiune la suprafață de 75-100 bari, nu era de așteptat să ajungă la suprafață. După ce au făcut o serie de măsurători timp de aproximativ 50 de minute, ambele au fost zdrobite la o altitudine de aproximativ 20 km și au căzut pe suprafața lui Venus pe partea întunecată.

#### Studii de atmosferă și suprafață

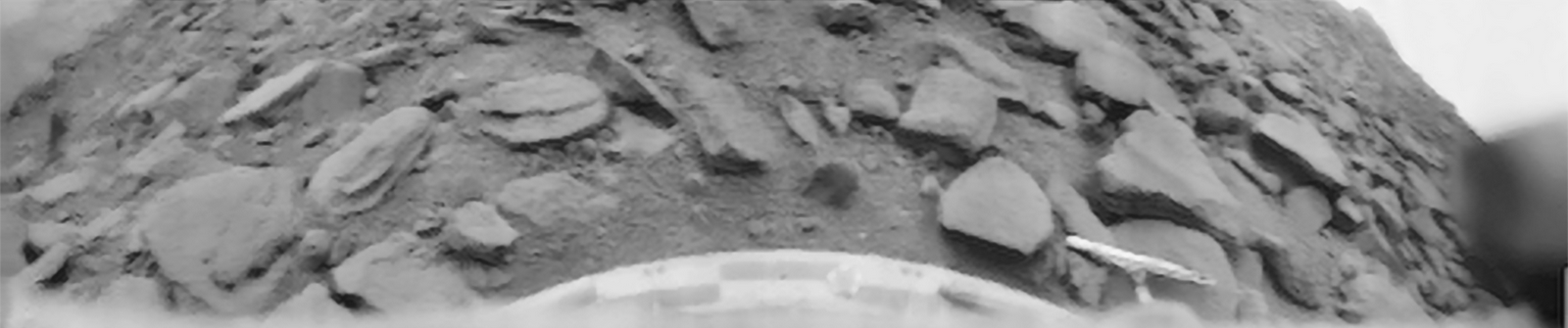
Venera 9 a returnat prima imagine de pe suprafața unei alte planete în 1975.

Sonda Venera 7 a fost trimisă pentru a colecta date de pe suprafața planetei. În acest scop, a fost realizată din module ranforsate ce puteau rezista la o presiune de 180 bari. Capsula aterizatorului a fost pre-răcită înainte de a intra în atmosferă și echipată cu o parașută special acoperită, permițând o coborâre rapidă de 35 de minute. Sonda a intrat în atmosferă la 15 decembrie 1970. După câteva minute de coborâre, parașuta a început să cedeze, rezultând o coborâre mai rapidă decât era planificată. Parașuta a eșuat în cele din urmă complet, iar sonda a intrat într-o perioadă de cădere liberă. Drept urmare, sonda a lovit suprafața lui Venus cu aproximativ 16,5 m/s și a fost avariată. Cu toate acestea, a trimis un semnal slab, transmițând date de temperatură timp de 23 de minute, prima telemetrie de la suprafața altei planete.
O altă sondă, Venera 8, a trimis date timp de 50 de minute, iar Venera 9 și Venera 10 au furnizat primele imagini ale suprafeței lui Venus. Sondele au arătat două peisaje complet diferite. Venera 9 a aterizat pe o pantă de 20 de grade punctată cu pietre de 30–40 cm. Venera 10 s-a așezat pe plăci de bazalt acoperite cu material degradat.
Între timp, Statele Unite au trimis nava spațială Mariner 10, care a folosit asistența gravitațională a lui Venus în zborul său către Mercur. Acesta a fost prima dată când s-a folosit asistența gravitațională interplanetară, o tehnică care va fi folosită de sondele ulterioare, în special Voyager 1 și 2. La 5 februarie 1974, Mariner 10 a zburat la 5.790 km de Venus și a făcut peste 4.000 de fotografii. Fotografiile, deși sunt cele mai bune obținute până acum, practic nu conțin detalii în lumină vizibilă. Cu toate acestea, în ultraviolete au dezvăluit multe detalii necunoscute anterior ale atmosferei sale.

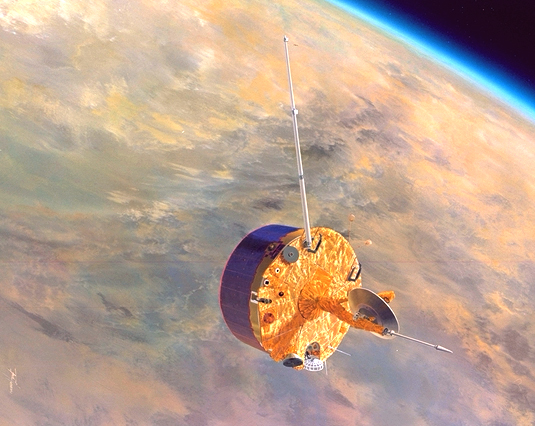
Pioneer Venus 1 orbitează în jurul lui Venus, concept artistic

Un alt proiect american, Pioneer Venus, a inclus două misiuni separate. Primul a fost orbitatorul Pioneer Venus 1, care a fost pus pe o orbită eliptică în jurul lui Venus la 4 decembrie 1978 și a rămas acolo timp de mai bine de treisprezece ani, făcând hărți radar ale suprafeței și studiind atmosfera. A doua a fost sonda Pioneer Venus 2, care a livrat patru sonde mai mici care au intrat în atmosferă la 9 decembrie 1978 și au colectat date despre compoziția sa chimică, vântul și fluxurile de căldură.
În următorii patru ani, URSS a mai trimis patru sonde către Venus. Venera 11 și Venera 12 au detectat furtuni în atmosfera lui Venus. Venera 13 și Venera 14 au aterizat pe suprafața sa la 1 și 5 martie 1982 și au făcut primele fotografii color ale suprafeței sale. Toate cele patru sonde aveau parașute care se deschideau doar la o altitudine de 50 km pentru a încetini în atmosfera inferioară densă. Sondele Venera 13 și Venera 14 au examinat probe de sol folosind radiații cu raze X și un spectrometru și au efectuat teste pentru a măsura compresibilitatea solului. Ultimele sonde ale programului Venera au fost sondele Venera 15 și Venera 16. Au fost plasatei pe orbita lui Venus în octombrie 1983 și au cartografiat suprafața acesteia folosind un radar cu deschidere sintetică.
În 1985, Uniunea Sovietică a continuat cercetările asupra lui Venus ca parte a programului Vega. Trecerea cometei Halley prin sistemul solar interior a oferit ocazia de a crea o misiune pentru a studia ambele obiecte. În drum spre cometa Halley, navele spațiale Vega 1 și Vega 2 au lansat sonde echipate cu baloane pentru a menține dispozitivele de măsurare în atmosfera superioară. La 11 și 15 iunie 1985, aterizatoarele ambelor sonde au aterizat pe suprafața planetei, în timp ce baloanele au plutit la o altitudine de aproximativ 53 km și ambele au transmis date timp de aproximativ 46 de ore înainte ca bateriile să se epuizeze. Datele colectate au relevat vânturi verticale mult mai intense decât se aștepta anterior.

#### Hărți radar

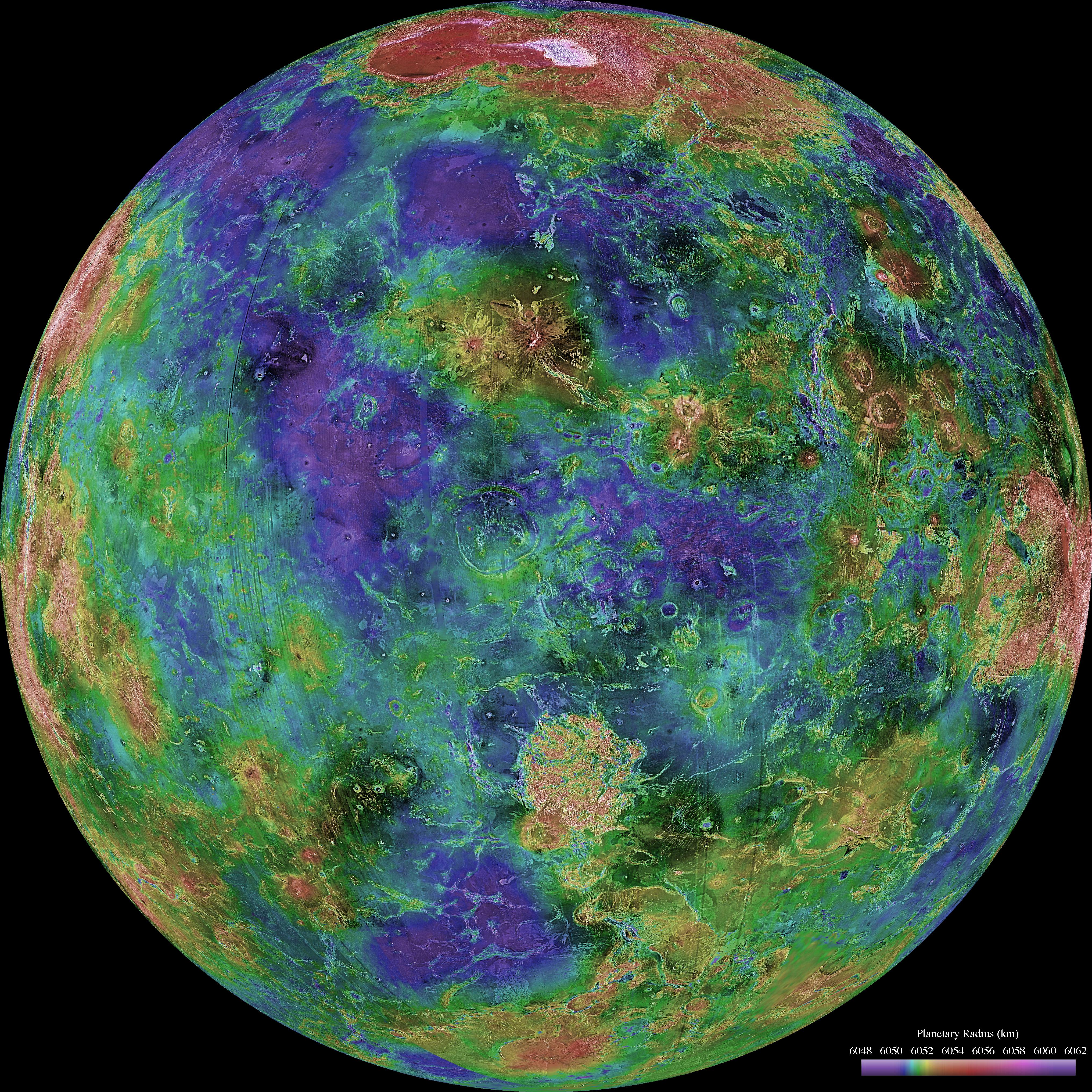
Harta radar a suprafeței lui Venus realizată de nava spațială Magellan

Sonda americană Magellan a început la 4 mai 1989 o misiune cu sarcina de a realiza hărți ale suprafeței cu ajutorul radarului. În mai bine de patru ani de muncă, a obținut imagini de înaltă rezoluție, cu mult superioare oricăror hărți anterioare și comparabile cu imaginile altor planete în lumină vizibilă. Măsurătorile lui Magellan au realizat hărți radar cu peste 98% din Venus și documentează 95% din câmpul gravitațional al lui Venus. În 1994, Magellan a fost trimis intenționat în atmosfera lui Venus și distrus pentru a determina densitatea acesteia.
Venus a fost observată și de navele spațiale Galileo și Cassini în timpul zborului lor spre planetele exterioare ale Sistemul Solar, dar dincolo de aceste observații, după finalizarea misiunii Magellan, explorarea spațiului Venus a fost suspendată pentru mai bine de zece ani.

#### Observarea atmosferei
Nava spațială Venus Express, proiectată și construită de Agenția Spațială Europeană, a fost lansată de racheta rusă Soyuz-FG/Fregat la 9 noiembrie 2005. La 11 aprilie 2006, a intrat pe o orbită circumpolară în jurul lui Venus. Sonda a efectuat studii detaliate despre nori și atmosferă și proprietățile suprafeței sale, în special temperatura. Sarcinile ei au inclus și cartografierea distribuției plasmei în jurul planetei. Misiunea, planificată inițial pentru 500 de zile pământești, sau aproximativ doi ani venusieni, a fost prelungită până la începutul anului 2015. Unul dintre primele rezultate a fost descoperirea unui vârtej atmosferic puternic existent peste polul sudic al planetei. Sonda a oferit, de asemenea, dovezi ale activității vulcanice recente pe Venus, constatând existența unor fluxuri de lavă estimate a fi vechi de cel mult 2,5 milioane de ani.
Sonda MESSENGER, trimisă de NASA, în timpul zborului către Mercur a făcut două treceri pe lângă Venus în octombrie 2006 și iunie 2007, timp în care a observat planeta. În mod similar, sonda BepiColombo a Agenției Spațiale Europene, în drum spre Mercur a făcut un survol al lui Venus în octombrie 2020 și august 2021.
Sonda destinată direct studiului lui Venus este sonda Akatsuki, creată de Agenția Spațială Japoneză (JAXA), care a fost lansată la 20 mai 2010. Din cauza unei defecțiuni a motorului, intrarea pe orbită în decembrie 2010 nu a avut succes, dar contactul cu sonda nu s-a pierdut și după cinci ani de orbită în jurul Soarelui, la 7 decembrie 2015, Akatsuki a intrat pe orbita planetei Venus.

#### Misiuni viitoare

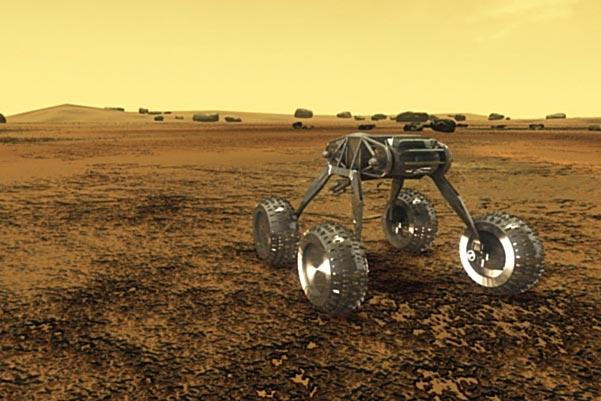
Concept artistic al unu rover venusian

În iunie 2021, NASA a anunțat două potențiale misiuni pe Venus ca parte a programului Discovery. Sonda DAVINCI+ urmează să fie o sondă atmosferică care va analiza în detaliu compoziția atmosferei planetei și va fotografia suprafața. Orbitatorul VERITAS va observa planeta și va realiza hărți radar noi și detaliate, concentrându-se în special pe zonele de activitate potențială. Se preconizează că sondele vor călători spre Venus în 2028–2030. În aceeași lună, ESA a anunțat că va trimite un orbitator EnVision pe Venus la începutul anilor 2030 cu o misiune cuprinzătoare de a studia atmosfera, a observa suprafața și a studia geologia.
La 6 octombrie 2021, Emiratele Arabe Unite și-au anunțat intenția de a trimite o sondă către Venus în 2028. Sonda va face observații ale planetei în timp și o va folosi pentru asistență gravitațională pentru a o propulsa către centura de asteroizi.
Agenția rusă Roscosmos intenționează să trimită sonda Venera-D, care urmează să observe planeta de pe orbită și să lanseze un lander capabil să supraviețuiască mai mult timp la suprafață. Momentul acestei misiuni a fost amânat de multe ori, ultimul termen fiind noiembrie 2029.
Alte propuneri pentru misiuni viitoare includ desfășurarea de rovere, aeroboți (sonde cu baloane) și vehicule aeriene fără pilot.